# Jeep
Jeep (ˈʤiːp) — американский производитель легковых автомобилей, внедорожников и автомобилей класса SUV. Основан в 1941 году. На начало 2024 года входит в состав транснациональной автомобилестроительной корпорации Stellantis, образованной после слияния PSA и FCA.

## Происхождение слова «джип»
Происхождение слова «джип» вызывает много споров. По наиболее распространённой версии, оно возникло от сокращения GPW (аббревиатура компании Ford Motor, расшифровывалась: G — государственный заказ, Р — автомобиль с колёсной базой до 80 дюймов, W — тип Willys, так как автомобиль выпускался компанией Ford Motor по технической документации фирмы Willys согласно мобилизационному договору с правительством США от 10 января 1941 года).
Название „Джип“ появилось в годы Второй мировой войны как прозвище лёгких многоцелевых военных автомобилей „Виллис-МВ“ (Willys) и однотипных с ними машин „Форд GPW“ (Ford). В послевоенные годы оно стало торговой маркой новых поколений гражданских и армейских машин фирмы „Виллис“ из Толидо, официально зарегистрированной 30 июня 1950 г.
По другой версии, своим происхождением аббревиатура обязана Юджину Джипу — одноимённому персонажу комиксов о моряке Попайе от Флейшер Студиос
В 1936 появился Юджин Джип, персонаж комиксов, что-то вроде нашего Чебурашки. И понеслось! Забавный зверёк словно вдохнул в полузабытое слово новую жизнь. Его имя стало популярным, про человека с большой смёткой стали говорить: „Настоящий Джип“. А уж технику не нарекал „Джипом“ только ленивый.

В том же 1936 Halliburton Oil Well Cementing Company назвала Джипом гражданский вездеход FWD. На обоих его бортах красовалась надпись Jeep. А ещё через год, в 1937, Джипом прозвали бомбардировщик YB17. В начале 40-х годов американские газеты опубликовали снимок тягача MM NTX. Заголовок гласил: „Джип помогает спасти жизнь героев“. Называли джипами и „Доджи“ 1939 года, и уж само собой, армейские машины, созданные в 1940 году по вышеупомянутому правительственному заданию: „Бантамы“, „Виллисы“ и „Форды“. Последние официально именовались Quad и Pygmy. Но военные водители, оседлав неприхотливые прыгучие вездеходы, окрестили их... конечно, „джипами“ — не иначе как в честь Юджина.
Третья версия гласит о том, что название эволюционировало от настоящего названия более ранней ¾-тонной командирской машины «Пип» (Peep), которую назвали «Джип» в период военных учений 34-й пехотной дивизии в 1940 году.
Ну и последняя версия такова: по классификации, принятой в Армии США, «Willys MB» попал в категорию автомобилей «Общего назначения» — по-английски «General Purpose» (сокр. GP — «джи-пи»). Эта аббревиатура трансформировалась в «JP» («джей-пи»). Так и возникло слово «джип».
Официально торговая марка Jeep была зарегистрирована 30 июня 1950 года фирмой Willys-Overland.

## История

Логотип 1993 - 2024

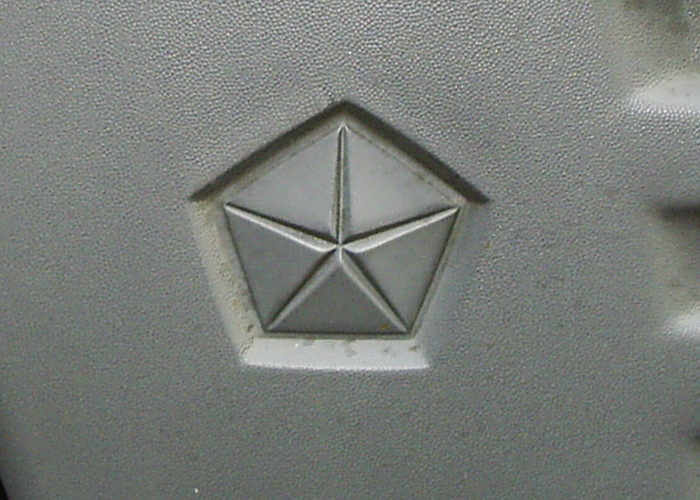
Логотип 1987 - 1993

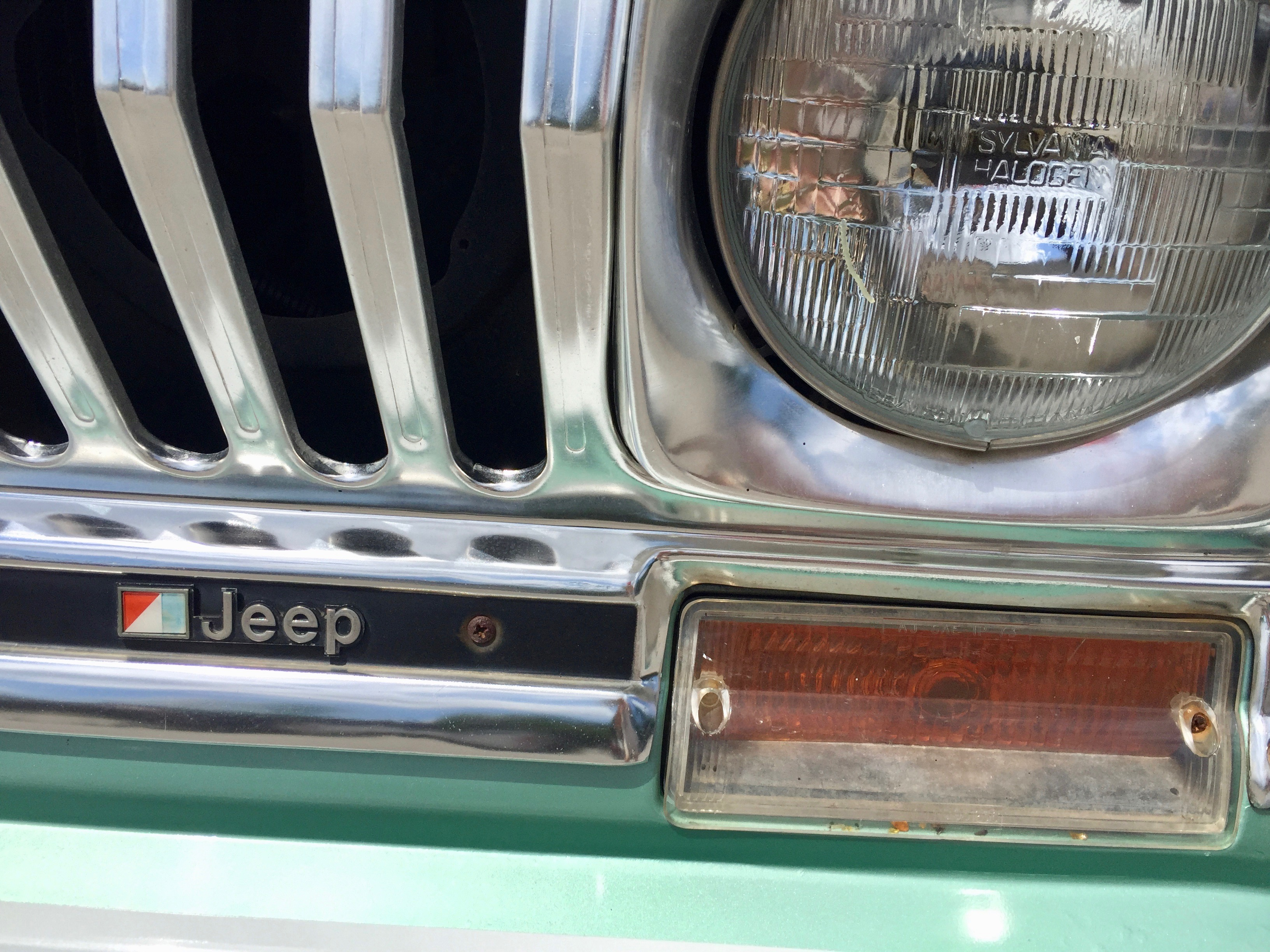
Логотип 1970 - 1987

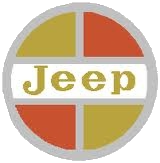
Логотип 1963 - 1970

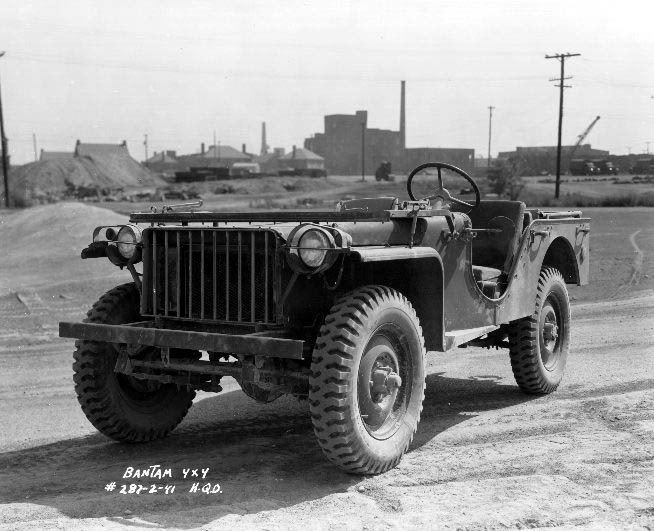
Bantam BRC 40

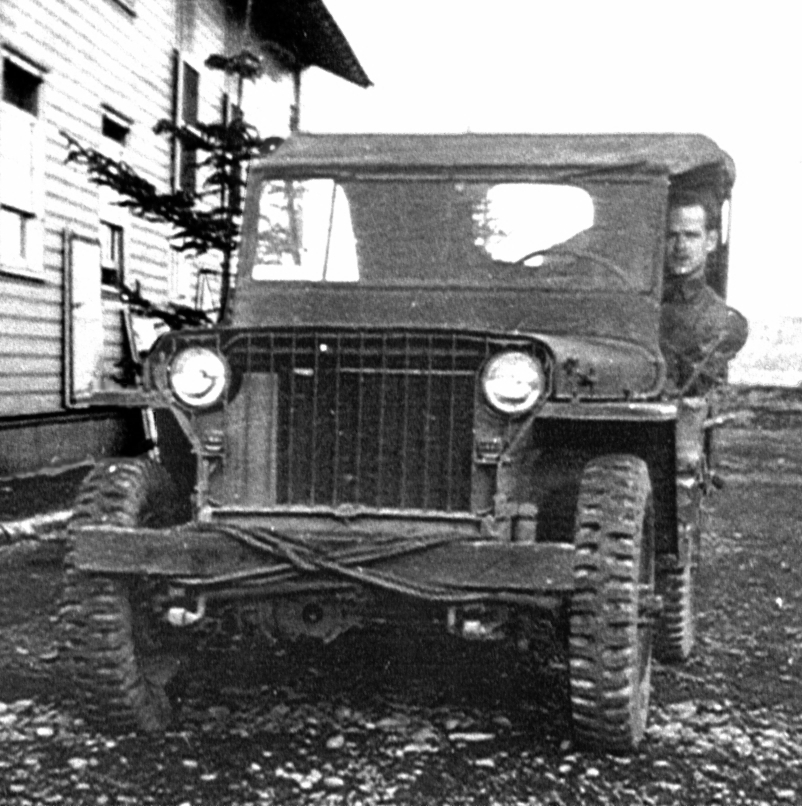
WWII Willys MB

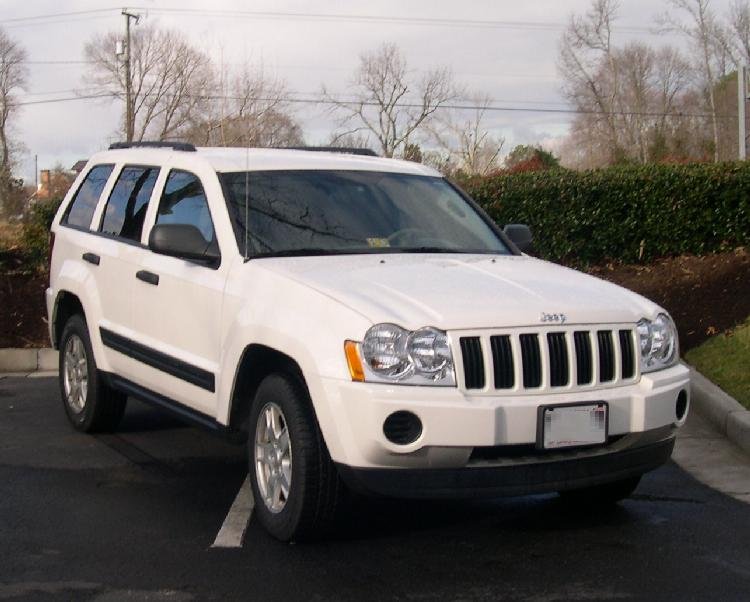
2005 Jeep Grand Cherokee

Создателем первого автомобиля Jeep выступил американский инженер Карл Пробст, сконструировавший в июле 1940 года на фирме American Bantam в рамках тендера американской армии полноприводной автомобиль Bantam BRC грузоподъёмностью «четверть тонны» с открытым кузовом типа Ранебаут. Данная конструкция была потом по настоянию армии доработана более крупными фирмами Willys-Overland и Ford Motor Co., в результате и получившими основные заказы на поставку Jeep Willys MB и Ford GPW армиям США и их союзников. До конца Второй мировой войны их было выпущено 361,4 и 277,9 тыс. ед., соответственно. Значительные поставки данных однотипных моделей осуществлялись и в СССР, куда в рамках программы ленд-лиза было отправлено свыше 51 тыс. единиц Willys в собранном и разобранном виде.
Имеется распространённое мнение что неформальное прозвище Jeep, ставшее потом официальной маркой (брендом) данный армейский автомобиль получил от названия лицензионного двойника модели Ford GPW, в частности, из за фонетического сочетания первых букв аббревиатуры названия GP (Джи Пи), но более популярным (и исторически верным, так как Ford GPW появился только в 1942-м, когда прозвище Jeep уже вошло в широкое употребление) стала версия происхождения названия, согласно которому оно было запущено в широкое обращение американской журналисткой Катариной Хилльер весной 1941 года после испытаний автомобиля Bantam BRC40. Данное прозвище получило самое широкое распространение в американской армии, в СМИ, среди союзников по антигитлеровской коалиции и далее во всём мире, а после войны стало официальной торговой маркой фирмы Willys-Overland (с 1950 года).
Ещё во время войны Willys Overland решила приспособить своё детище к выполнению множества гражданских функций вплоть до пахотных и прочих сельхозработ. Было изготовлено несколько опытных машин под названием CJ1, где CJ — аббревиатура от Civilian Jeep с англ. — «гражданский джип», а также Agryjeep (CJ-2). Эти прототипы послужили базой для создания серийной модели CJ2A (1945—1949), которая поступила в продажу в августе 1945 года, став тем самым первым американским гражданским легковым автомобилем послевоенного производства. Внешне вся «гражданственность» заключалась в наличии форсированного под бензин с октановым числом «76» двигателя Go Devil, фар головного освещения гражданского образца с хромированными ободками, откидываемого заднего борта (из-за чего крепление запасного колеса переместили на правое заднее крыло), дворников и крышки бензобака на заднем крыле, а также тентом гражданского образца.
На капоте, задней дверце и раме стекла должен был размещаться логотип «Jeep». Однако в первые годы производства, когда компания ещё вела судебные разбирательства с «Американ Бантам Кар» о праве использования названия «Jeep» машины приходилось изготавливать с логотипом «Willys». Но уже в 1950 году компания добилась закрепления за собой этого имени, и 13 июня 1950 года слово «Jeep» было официально зарегистрировано в качестве торговой марки (бренда). Его рамная конструкция и частично дизайн передней части кузова послужили основой для создания первой гражданской модели Willys Jeep Wagon (Willys 463). В 1947 году в семействе Willys 463 появился пикап Willys Truck 2WD, а в 1948-м его дополнила полноприводная версия Willys Truck 4WD. 
В 1948-м преемник героя Второй Мировой – Willys MB – армейский внедорожник М-38 (Willys MC) был выпущен в гражданской версии CJ-3A (1949—1953), которая в 1953-м была заменена моделью CJ-3B с верхнеклапанным мотором Willys Hurricane, из-за чего пришлось увеличить высоту капота и радиаторной решётки. Модель Jeep-3B простояла в производстве в США до 1968 года, в Японии (как Mitsubishi Jeep) до 1998-го, а в Индии (Mahindra CJ-3B) до 2010 года! В 1954 году появилась на свет пятая (четвёртая «промежуточная» модель CJ-4 1951 года так и осталась опытной) по счёту версия «гражданского джипа» — CJ5 (Willys MD) на базе военного джипа M38A1 (1952—1971). Этот утилитарный полноприводной автомобиль оказался настолько удачным, что продержался на конвейере, с модернизацией двигателей (вплоть до моторов V8), трансмиссии, кузова (в 1972-м) и подвески до 1983 года, в конце жизненного цикла став настоящим SUV. В 1955—1981 гг. производилась удлинённая на 508 мм по колёсной базе модель CJ-6 (M170). В 1976 году появилась последняя базовая модель в серии CJ — CJ-7 с удлинённой на 10 дюймов (254 мм) колёсной базой, модернизированным кузовом, подвеской и мощными двигателями V8, которую производили до 1986 года и позже заменили на модель Wrangler (поколение YJ), выпускаемую и поныне уже в 4-м поколении (JL). На базе CJ-7 в 1981–1986 гг. выпускали также пикап Scrambler (CJ-8) с удлинённой до 2629 мм колёсной базой и короткой кабиной со съёмным пластиковым верхом.  
В 1946 году Willys стал первым в американской автоиндустрии, кто предложил своего рода предтечу кроссовера для гражданского использования. Модель Jeep Wagon (Willys 463) с первым в американской автоиндустрии цельнометаллическим 3-дверным кузовом типа универсал (station wagon) первоначально оснащалась приводом только на задние колёса, но при этом независимой передней подвеской, и могла перевозить в салоне с трёхрядной планировкой до семи человек. Его максимальная скорость с 63-сильным 4-цилиндровым карбюраторным двигателем составляла 100 км/ч, что для послевоенной эпохи было вполне приемлемо, тем более, что при цене в $1608 это был самый доступный в 1946 году универсал на американском рынке (только за первый год было реализовано 6533 единиц таких машин). Представленная в 1949 году полноприводная версия Jeep Wagon (station wagon) «4х463», по сути, стала «дедушкой» всех современных моделей Jeep и в частности Jeep Wagoneer (1962—1991) и позже Jeep Grand Cherokee (с 1992-го), а также комфортабельных внедорожников (SUV). Универсал Station Wagon производился как и все прочие «Джипы» непосредственно в США на заводе в городе Толидо (штат Огайо) с 1946 по 1964 годы (с рестайлингом экстерьера в 1950-м), а также по лицензии в Аргентине в 1957—1970 гг., в Бразилии — с 1950-х, а позже в 1967—1976 гг. в 5-дверной локализованной версии бразильского отделения Ford Motor под названием Rural Willys. В Индии Jeep Wagon производился по лицензии до 2005 года.
В 1953 году фирма Willys-Overland была куплена компанией Kaiser-Fraizer, которая стала называться Kaiser-Willys Co. (непосредственно фирма Willys-Overland была переименована в подразделение Willys Motors), а в 1963 году прошла ребрендинг и была переименована в Kaiser Jeep. С 1969 года марка Jeep вошла в состав концерна AMC (American Motors Co.), в свою очередь попавшего в 1987 году под полный контроль концерна Chrysler Motor. В 1998—2007 гг. отделение Jeep, специализирующееся на выпуске автомобилей повышенной проходимости, входило в состав транснационального концерна DaimlerChrysler Corp., в 1998—2014 гг. — в состав компании Chrysler LLC, в 2014—2020 гг. — в состав концерна Fiat Chrysler Automobiles N.V. (FCA), а с 2021 года — вошло в состав транснациональной корпорации Stellantis NV, представляющей собой альянс автомобильных концернов PSA и FCA.
Ещё в середине 1950-х компания Kaiser Willys начала активное исследование и разработку новых проектов гражданских автомобилей с колёсной формулой 4×4. Первые плоды программа дала осенью 1962 года, когда появился полностью новый Jeep Wagoneer (универсал), в корне отличавшийся от «джипов», производившихся ранее. Модель относилась к серии J и оснащалась как полным, так и только задним приводом.
Таким образом, в 1960-х Kaiser Jeep стал одним из инициаторов зарождения рынка гражданских внедорожных автомобилей, впоследствии названных SUV (Sport Utility Vehicle).
За серией «гражданских джипов» — CJ, ещё в 1949 году закрепилось название Universal («универсальные»). В 1956–1965 гг. компания Kaiser Willys также выпускала серию полноприводных автомобилей Jeep Forward Control (модели Jeep FC150 и FC170, а на экспортных рынках также FC160), сыгравшую заметную роль в развитии аналогичных по конструкции внедорожников с кабиной над двигателем, отличавшихся повышенной компактностью и маневренностью, например, УАЗ-450, Volvo L3314/ C202 Laplander, Steyr-Puch Haflinger и Land Rover Series IIA Forvard Control.
Появившийся в 1962 году Jeep Wagoneer с 5-дверным цельнометаллическим кузовом с 2,79-метровой колёсной базой был первым полноприводным грузопассажирским автомобилем, впервые сочетавшим дизайн и комфорт легкового автомобиля с внедорожными возможностями «джипа». В дополнение к этому двигатель Wagoneer — «Tornado», представлял собой единственный в Америке силовой агрегат с верхним распредвалом.
В 1963 году модель Wagoneer получил новый 250-сильный двигатель V6 «Vigiliante».
В декабре 1965 года дилеры Jeep выставили у себя в салонах Super Wagoneer. Спустя два года на серию Jeep стали впервые в индустрии устанавливать автоматическую трансмиссию «Гидроматик».
В конце 1960-х инженеры фирмы создали очередной двигатель серии «Донтлес», теперь уже с 8-ю цилиндрами. Его решили поставить и на серию J, к которой принадлежали Wagoneer и Super Wagoneer.
Вступление в новую «десятилетку» ознаменовалось для Jeep очередной сменой собственника. 5 февраля 1970 года American Motor Corporation (АМС) приобрела Kaiser Jeep Corporation за $70 миллионов. Для Jeep Wagoneer АМС предложила самый большой в истории полноприводных универсалов двигатель — V6 с одним распредвалом. Опционными были, также впервые в мировой практике, V8 собственного производства.
В 1973 году Wagoneer претерпел некоторые технические доработки. Его новая трансмиссия «Quadro Track» была первой полностью автоматической постоянной системой для полноприводной машины (с самоблокирующимся дифференциалом).
В следующем году состоялось рождение нового имени — Cherokee. Новичок присоединился к J-серии в качестве 2-дверной модели. К 200-летию Америки в 1976 году Jeep выпустил седьмое поколение «гражданского джипа» — CJ7. К 1977 году компания подготовила и 4-дверную версию, сопроводив её стандартным V6. И хотя Jeep Cherokee при рождении внешне походил на более роскошный Wagoneer, в дальнейшем именно он оказался самым популярным автомобилем в истории Jeep Motors.
В 1978 году была запущена ограниченная серия Wagoneer — модификация Limited (с кожаным салоном, радио и массой хрома).
В связи с энергетическим кризисом, начавшимся в 1979 году, выпуск больших пикапов Gladiator и универсалов Wagoneer резко упал. Зато продажи гражданских Jeep серии CJ увеличились.
В 1983 году компания Jeep выпустила на рынок принципиально новый компактный Cherokee с 3- и 5-дверными полунесущими кузовами, а также премиальный 5-дверный Wagoneer, который был на 53,3 см короче, 15 см уже, 10 см ниже и на 453 кг легче своего рамного предшественника, впервые представленного в 1973 году (а как Wagoneer – в 1963 году). Jeep Cherokee был единственным автомобилем в компактном классе SUV, имевшим четыре двери и две системы полного привода — CommandTrac и SelectTrac.
Весной 1986 года появился на свет Wrangler. Механическая начинка у Wrangler была скорее похожа на Cherokee, чем CJ7.
5 августа 1987 года American Motor Corporation объявила о своём банкротстве. Всё имущество было распродано. Jeep приобрела корпорация Chrysler Corporation.
22 марта 1990 года был выпущен миллионный внедорожник серии «XJ» — ярко-красный Cherokee Limited. За семь лет производства Cherokee стал самой популярной моделью корпорации Chrysler в Европе.
В ознаменование 50-летия марки Jeep корпорация Chrysler выпустила новую версию Cherokee со 190-сильным 4-литровым двигателем PowerTechSix. Автомобиль получил название — Grand Cherokee.
Официальная презентация машины была 7 января 1992 года на Детройтском автосалоне. В 1996-м модельному году в Grand Cherokee были существенно доработаны: двигатель, шасси, электронные системы и интерьер. Внутри салона наиболее значительные изменения произошли с приборной панелью. Все переключатели и кнопки разместились в непосредственной близости от водителя, эргономика интерьера улучшилась.
Успешно справившись с Grand Cherokee, команда конструкторов Jeep взялась за Wrangler — потомка Willys, с которых и началась история компании. Второе поколение Jeep Wrangler было запущено в производство в 1996 году.

## Собственники и руководство
- 1944—1953 — Willys-Overland Motors
- 1953—1963 — Kaiser-Frazer Corporation
- 1963—1970 — Kaiser Jeep Corporation
- 1970—1982 — AMC (American Motors Corporation)
- 1982—1986 — AMC-Renault
- 1986—1998 — Chrysler Corporation
- 1998—2007 — DaimlerChrysler AG
- 2007—2009 — Chrysler LLC
- 2009—2014 — Chrysler Group LLC
- с 2014—2021 — Fiat Chrysler Automobiles (FCA)
- с 2021 г. — Stellantis

## Деятельность
В 2012 году марка Jeep установила новый рекорд мировых продаж: было продано 701 626 новых автомобилей. Был побит рекорд 1999 года, когда было реализовано 675 494 автомобиля.
По сравнению с 2011 годом мировые продажи выросли на 19 %.

### Продажи в России
Продажи новых автомобилей через сеть официальных дилерских центров в России:
| Год  | Cherokee | Commander | Compass | Grand Cherokee | Liberty | Wrangler | Всего | Динамика |
| ---- | -------- | --------- | ------- | -------------- | ------- | -------- | ----- | -------- |
| 2006 | 321      | 129       | 270     | 805            | —       | —        | 1569  | ▲ 77 %   |
| 2007 | 230      | 222       | 547     | 546            | 209     | 136      | 1890  | ▲ 20 %   |
| 2008 | 365      | 248       | 479     | 906            | 669     | 234      | 2901  | ▲ 53 %   |
| 2009 | 73       | 94        | 40      | 140            | 25      | 44       | 416   | ▼ 86 %   |
| 2010 | 147      | 71        | 13      | 365            | 130     | 83       | 809   | ▲ 94 %   |
| 2011 | 181      | —         | 237     | 1381           | 155     | 139      | 2093  | ▲ 159 %  |
| 2012 | 262      | —         | 764     | 3194           | 137     | 347      | 4704  | ▲ 125 %  |
| 2013 | 146      | —         | 785     | 3897           | 30      | 419      | 5250  | ▲ 12 %   |
| 2014 | 887      | —         | 700     | 6085           | 15      | 534      | 8221  | ▲ 57 %   |
| 2015 | 540      | —         | 81      | 1203           | —       | 177      | 2057  | ▼ 75 %   |
| 2016 | 356      | —         | 15      | 573            | —       | 140      | 1269  | ▼ 38 %   |

### Продажи в США
Продажи новых автомобилей через сеть официальных дилерских центров в США:
| Год  | Cherokee | Commander | Compass | Grand Cherokee | Patriot (в России — Liberty) | Wrangler | Всего   | Динамика |
| ---- | -------- | --------- | ------- | -------------- | ---------------------------- | -------- | ------- | -------- |
| 2006 | 133 557  | 88 497    | 18 579  | 139 148        | —                            | 80 271   | 460 052 | —        |
| 2007 | 92 105   | 63 027    | 39 491  | 120 937        | 40 434                       | 119 243  | 475 237 | ▲ 3 %    |
| 2008 | 66 911   | 27 694    | 25 349  | 73 678         | 55 654                       | 84 615   | 333 901 | ▼ 48 %   |
| 2009 | 43 503   | 12 655    | 11 739  | 50 328         | 31 432                       | 82 044   | 231 701 | ▼ 31 %   |
| 2010 | 49 564   | 8115      | 15 894  | 84 635         | 38 620                       | 94 310   | 291 138 | ▲ 26 %   |
| 2011 | 66 684   | 105       | 47 709  | 127 744        | 54 647                       | 122 460  | 419 349 | ▲ 44 %   |
| 2012 | 75 483   | —         | 40 235  | 154 734        | 62 010                       | 141 669  | 474 131 | ▲ 13 %   |

### Производство
Заводы, на которых выпускаются автомобили Jeep:
| Завод                       | Расположение                 | Выпускаемые модели                    |
| --------------------------- | ---------------------------- | ------------------------------------- |
| Belvidere Assembly Plant    | США: Белвидер, штат Иллинойс | Compass, Patriot (в России — Liberty) |
| Jefferson North Assembly    | США: Детройт, штат Мичиган   | Grand Cherokee                        |
| Toledo North Assembly Plant | США: Толидо, штат Огайо      | Cherokee                              |
| Toledo Supplier Park        | США: Толидо, штат Огайо      | Wrangler                              |

### География продаж
Страны, в которых автомобили Jeep продаются официально:

| - Австралия - Австрия - Аргентина - Барбадос - Бахрейн - Беларусь - Бельгия - Болгария - Боливия - Бразилия - Великобритания - Венгрия - Венесуэла - Германия - Гватемала - Гондурас - Греция - Дания - Доминиканская Республика - Египет | - Израиль - Иордания - Ирландия - Испания - Италия - Йемен - Казахстан - Канада - Катар - Кипр - Китайская Республика - Китай - Колумбия - Коста-Рика - Кувейт - Латвия - Ливан - Литва - Люксембург - Мексика | - Нидерланды - Никарагуа - Новая Зеландия - Норвегия - ОАЭ - Оман - Панама - Парагвай - Перу - Польша - Португалия - Пуэрто-Рико - Республика Корея - Россия - Румыния - Сальвадор - Саудовская Аравия - Сербия - Сингапур - Словакия | - Словения - США - Турция - Украина - Уругвай - Филиппины - Финляндия - Франция - Хорватия - Черногория - Чехия - Чили - Швейцария - Швеция - Эквадор - Эстония - ЮАР - Япония |

## Модельный ряд

### Автомобили
- Jeep Commander
- Jeep Cherokee (KL)
- Jeep Compass
- Jeep Grand Cherokee
- Jeep Patriot (в России — Liberty)
- Jeep Wrangler
- Jeep Renegade
- Jeep Wagoneer
- Jeep Wagoneer S

#### Концепты
- Jeep Hurricane (2005)
- Jeep CJ66[29] (2016)

### Электровелосипеды
- Электрофэтбайк Jeep, выпущен совместно с компанией QuietKat. Поступил в продажу в марте 2020 года по цене 5899 долларов США[30].